# هيلدغارد ترابانت
هيلدغارد جوانا ماريا ترابانت (بالألمانية: Hildegard Trabant)‏ (12 يونيو 1927 - 18 أغسطس 1964) كانت امرأة ألمانية شرقية، أصبحت الشخص المعروف الخمسين الذي يموت في جدار برلين. قتلت برصاص حرس الحدود في ألمانيا الشرقية خلال محاولة عبور، وهي واحدة من ثماني نساء من ضحايا جدار برلين، وكانت الضحية الوحيدة الهاربة المعروفة بتاريخها الولائي لنظام ألمانيا الشرقية.

## الموت
في 18 أغسطس 1964، أبلغ غونتر ترابانت مكتبه أنه لم ير زوجته منذ الساعة السابعة صباح اليوم السابق، 17 أغسطس، وأن بعض ملابسها كانت مفقودة.  في الساعة 6:50 مساءً في نفس اليوم، تم إطلاق النار على هيلدغارد ترابانت وهي تحاول عبور الحدود بين برلين الشرقية وبرلين الغربية. بينما كانت مختبئة وراء بعض الشجيرات قبل أن تصل إلى الجانب الآخر. تجاهلت التحديات اللفظية للخروج من وراء الشجيرات والاستسلام. وبدلاً من ذلك، ركضت باتجاه الجدار الداخلي وبرلين الشرقية، لتجنب الاعتقال. أطلق أحد الحراس طلقة تحذيرية لجعل ترابانت تتوقف، لكن عندما واصلت الركض، أطلقت طلقة ثانية، وضربتها في الظهر. توفيت ترابانت بعد حوالي ساعة في «مستشفى الشرطة» ("Krankenhaus der Volkspolizei" - المعروف الآن باسم «مستشفى الجيش» ("Bundeswehrkrankenhaus")؛ وكانت تبلغ من العمر 37 عامًا.
بحضور رؤسائه، كان زوجها غونتر إما غير قادر أو غير راغب في التعليق على الظروف التي أدت إلى محاولة رحلتها من ألمانيا الشرقية. من غير المعروف لماذا قرر ترابانت الفرار من ألمانيا الشرقية. تشير الدلائل إلى أن دوافعها ربما كانت ذات طبيعة شخصية، وربما تنطوي على عنف منزلي. لم يكن لدى ترابانت أي أقرباء معروفين في ألمانيا الشرقية وقت وفاتها، حيث توفيت والدتها، وكان والدها في دار لرعاية المسنين في برلين الغربية، وكان قريبها الوحيد المعروف، وهو غونتر بوهل، في مارل دروير، شمال الراين وستفاليا، في ألمانيا الغربية.  
كانت هيلدغارد ترابانت واحدة من ثماني نساء فقط اللواتي قُتلن عند جدار برلين من بين ما مجموعه 140 ضحية على الأقل، وواحدة من بين أربع نساء فقط حاولن العبور وحدهن. علاوة على ذلك، من بين 101 على الأقل من ضحايا جدار برلين الذين تم تصنيفهم على أنهم هاربون أو محاولون للهرب، هي الوحيدة التي كان لديها سجل الولاء تجاه نظام ألمانيا الشرقية.

## دفن
تم دفن هيلدغارد ترابانت في 23 سبتمبر 1964 في مقبرة فريدن هيملفهارت (المعروفة الآن باسم إيفانجيليشر فريدهوف نوردند)، شمال بانكو، في روزنتال. تم دفنها في «قبر خطي»، أي قبر انتهى بعد العشرين عامًا المسموح به بموجب قانون ألمانيا الشرقية دون أن يصبح «قبرًا عائليًا» استمرت العائلة في الاحتفاظ به، أو دُفن أحد أفراد العائلة مؤخرًا هناك. انتهت فترة الراحة هذه في عام 1984، وقد تمت إعادة ترتيب هذا القسم بالذات من المقبرة. جرتها لا تزال هناك، مثل جميع الجرار المدوفنة هناك، لكنها الآن تحت رقم قبر آخر، وتحت اسم آخر على شاهد القبر. رقم قبرها السابق كان UH Him - 234a ورقم القبر «الجديد» هو UH Him - B102.  

## ما بعد الحادثة
على عكس جميع الوفيات الأخرى تقريباً في حائط برلين، فإن وفاة هيلدغارد ترابانت لم تُلاحظ في برلين الغربية. بعد 26 سنة فقط، بعد إعادة توحيد ألمانيا في عام 1990 عندما تم تقديم ملفات برلين الشرقية لعام 1964 إلى القضاء الاتحادي الألماني في أكتوبر 1990. بعد محاكمة طويلة، كورت رينر، الحارس الذي أطلق النار عليها، وجد مذنبا بالقتل غير العمد، وحكم عليه بالسجن لمدة سنة واحدة وتسعة أشهر في السجن، والذي خفف لاحقا. وعلى عكس جميع الوفيات الأخرى تقريباً في جدار برلين، كان من الواضح أنه عندما تم إطلاق النار عليها فعليًا، كانت قد تخلت عن محاولتها للهروب من برلين الشرقية، وكانت تهرب فقط باتجاه الجدار الداخلي لتجنب الاعتقال.